# Gymnasium Buckhorn
Das Gymnasium Buckhorn ist ein staatliches Gymnasium im Hamburger Stadtteil Volksdorf, das 1966 gegründet wurde. Das Gymnasium wird mit fünf bis sechs Zügen geführt, was Schülerzahlen von über 1000 entspricht.

## Geschichte
Ab 1949 ließ die Gemeinnützige Wohnungsbaugenossenschaft Walddörfer zwischen Volksdorfer Damm, Ohlendorffs Tannen und Bahnhof Buckhorn die Buckhorn-Siedlung mit 520 Wohnungen und 53 Reihenhäusern errichten. Auch Altersheime und Ledigenheime wurden gebaut. 1956 forderte der Ortsausschuß Volksdorf den Bau einer Schule für den Bedarf der Neubausiedlungen Buckhorn und Wensenbalken. 1965 wurde der Grundstein für die Volksschule Buckhorn dann gelegt, 1966 fand die Einweihung statt.
Auch der Bau eines neuen Gymnasiums für die Siedlung Buckhorn wurde längere Zeit gefordert, um die Walddörferschule zu entlasten. 1966 wurde das Gymnasium Buckhorn am heutigen Standort gegründet, dabei wurden vorerst Gebäude der benachbarten Volksschule Buckhorn genutzt (heute Grundschule Buckhorn). Erster Schuldirektor des Gymnasiums war Horst-Jürgen Glockauer, der das Amt bis 1994 innehatte. Die eigens für das Gymnasium geplanten Neubauten wurden im Wesentlichen erst ab 1974 errichtet.
Wie an allen Hamburger Gymnasien legen die Schüler des Gymnasiums seit 2010 das Abitur nach der zwölften Jahrgangsstufe (G8) ab, vorher waren es dreizehn Jahrgangsstufen. 2011 wurde eine neue Aula mit 400 Sitzplätzen eingeweiht. Die Außenwände sind als verputztes Betonmauerwerk ausgeführt, teils mit Lärchenholz verschalt. 2012 wurden am Doppel-H-Gebäude auf 700 m² die Glasbausteinfassaden durch wärmegedämmte Glasfassaden ersetzt, die als Sichtschutz mit Zitaten bedruckt sind.

## Standort und Architektur
Das Gymnasium Buckhorn befindet sich im Norden des Stadtteils Volksdorf, an der Grenze zu Bergstedt. Das Schulgrundstück liegt östlich des Volksdorfer Damms. Von dieser Ausfallstraße wird das Gymnasium durch die Gebäude der Grundschule Buckhorn abgeschirmt, welche sich direkt am Volksdorfer Damm befinden. Das Gymnasium wird von der Nebenstraße Im Regestall erschlossen, die vom Volksdorfer Damm zum U-Bahnhof Buckhorn führt. Der gemeinsame Schulstandort von Grundschule und Gymnasium hat eine Fläche von etwa 42.000 m².
Zum Gebäudebestand des Gymnasiums gehörten 2019 u. a. ein Verwaltungsgebäude, die Aula, vier Fachgebäude, ein Klassenhaus („Doppel-H“), drei weitere Klassengebäude, ein Pavillon und eine Sporthalle. Die Sporthalle besitzt eine Bruttosportfläche von 1756 m² und ist damit eine Dreifeldhalle. Bis auf die 2011 erbaute Aula handelt es sich bei den Gebäuden des Gymnasiums um Typenbauten des Hamburger Schulbaus verschiedener Generationen, so wie sie an anderen Schulstandorten in Hamburg vielfach errichtet wurden. Darunter sind Wabenbauten, Riegel vom Typ-65 und Pavillons. Das 1974 fertiggestellte Doppel-H-Gebäude ist ein Serienbau vom Typ 68, allerdings wurde eine von der Normalausführung abweichende Fassadengestaltung mit Travertin gewählt. Diese Typ-Entwürfe stammen sämtlich vom Hamburger Hochbauamt, mehrheitlich unter der Leitung von Paul Seitz.
Ungefähr die Hälfte der Gebäude des Gymnasiums ist grundsaniert bzw. neu, die andere Hälfte hatte 2019 die Gebäudeklasse 4 (starker Sanierungsbedarf). Der Entwicklungsplan der Schulbehörde von 2019 sieht auch für die Zukunft den fünf- bis sechszügigen Betrieb vor.

## Schulprofil
Das Einzugsgebiet des Gymnasiums umfasst im Wesentlichen die Stadtteile Volksdorf, Bergstedt und Sasel. Bei den Erhebungen des Sozialindex für Hamburger Schulen 2013 und 2021 wurde für das Gymnasium Buckhorn auf einer Skala von 1 (nachteilige Voraussetzungen der Schülerschaft, höchster Förderbedarf) bis 6 (beste Voraussetzungen, kein Förderbedarf) jeweils ein Sozialindex von 6 errechnet. Im Schuljahr 2016/17 hatten etwa 18 % der Schüler am Gymnasium Buckhorn einen Migrationshintergrund, weniger als die Hälfte des Durchschnitts aller Hamburger Gymnasien.
Das Gymnasium Buckhorn fördert Schülerwettbewerbe und bietet bilingualen Unterricht (englisch) und Medienerziehung an. Zum Konzept der Schule gehören Lernzeiten, Forscherzeiten und wissenschaftspropädeutische Vorlesungen. Schüler des Gymnasiums nahmen regelmäßig am Geschichtswettbewerb des Bundespräsidenten teil. 2017, 2019 und 2021 wurde das Gymnasium in diesem Wettbewerb als landesbeste Schule Hamburgs ausgezeichnet.
Am Gymnasium gilt das Lehrerraumsystem. Alle Räume haben Smartboards, es gibt an der Schule ein Tonstudio, zwei Computerräume sowie Medienecken.
Die Rhythmisierung des Schulalltags erfolgt im Rahmen des „80 + 10“-Modells. Das bedeutet, dass ein Unterrichtsblock 80 Minuten dauert, bevor eine meist 20-minütige Pause folgt.
Im Schuljahr 2024/25 unterrichteten ca. 85 Lehrkräfte sowie Sonderpädagogen an der Schule.

## Bekannte Absolventen
- Martin Endreß (* 1960), Soziologe (Abitur am Gymnasium Buckhorn 1980)[22]
- Jan Müller-Wieland (* 1966), Komponist und Dirigent (Abitur am Gymnasium Buckhorn 1986)[23]
- Jens Peter Maintz (* 1967), Cellist (Abitur am Gymnasium Buckhorn 1986)[23]
- Thilo Kleibauer (* 1971), Politiker der CDU (Abitur am Gymnasium Buckhorn 1991)[24]
- Eva Habermann (* 1976), Schauspielerin und Moderatorin (Abitur am Gymnasium Buckhorn)[23]
- Moritz Fürste (* 1984), Hockeyspieler und zweifacher Olympiasieger (Abitur am Gymnasium Buckhorn 2004)[25]
- Jendrik Sigwart (* 1994), Musiker (Abitur am Gymnasium Buckhorn)[26]